# サセックス郡 (デラウェア州)
座標: 北緯38度41分 西経75度20分 / 北緯38.68度 西経75.34度
サセックス郡（英: Sussex County）は、アメリカ合衆国デラウェア州にある郡。人口は23万7378人（2020年）。郡庁所在地は、ジョージタウンである。

## 地理
アメリカ合衆国統計局の調査によると、3,097km2を占め、2,428km2が陸であり、668km2が池や川である。21.58%を水が占めている。

### 隣接する郡
- ケント郡（北）
- ケープメイ郡 (ニュージャージー州)（北東）
- ウースター郡 (メリーランド州)（南）
- ドーチェスター郡 (メリーランド州)
 ワイカミコ郡 (メリーランド州)（南西）
- キャロライン郡 (メリーランド州)（北西）

## 統計
2000年の統計によると、156,638人、62,577の世帯、43,866の家族が住んでいる。人口密度は、64人/km2である。93,070件の住居があり、38件/km2である。人口の80.35%が白人、14.89%がアフリカ系アメリカ人、0.60%がアメリカ先住民、0.75%がアジア系、0.04%がハワイやグアムなどの太平洋の島々からの移民、2.02%がそのほかの民族や人種、1.35%が2つ以上の民族や人種を親に持ち、4.41%がヒスパニック系である。
62,577世帯のうち、27.10%が18歳未満の子供と一緒に生活しており、54.90%は夫婦で生活している。11.30%は未婚の女性が世帯主であり、29.90%は家族以外の住人と同居している。24.30%は独身の居住者が住んでおり、11.10%は65歳以上で独居である。1世帯の平均人数は2.45人であり、家庭の場合は、2.88人である。
人口の22.50%が18歳未満で、7.00%が18歳から24歳、26.30%が25歳から44歳、25.60%が45歳から64歳、18.50%が65歳以上である。平均年齢は41歳である。女性100人に対し、95.50人が男性である。18歳以上の女性100人に対し、92.80人が18歳以上の男性である。
1世帯の平均年収は39,208ドルであり、家庭の場合は45,203ドルである。男性の平均収入が30,811ドルであるのに対し、女性は23,625ドルである。住民1人当たりの収入は20,328ドルであり、人口の10.50%、7.70%の家庭が貧困線以下にある。18歳未満の15.00%、65歳以上の8.40%が貧困線以下にある。

## 市町村
- ベサニービーチ (Bethany Beach)
- ベテル (Bethel)
- ブレーズ (Blades)
- ブリッジビル (Bridgeville)
- ダグスボロ (Dagsboro)
- デルマー (Delmar)
- デューイビーチ (Dewey Beach)
- エレンデール (Ellendale)
- フェンウィックアイランド (Fenwick Island)
- フランクフォード (Frankford)
- ジョージタウン (Georgetown) - 郡庁所在地
- グリーンウッド (Greenwood)
- ヘンローペンエーカーズ (Henlopen Acres)
- ローレル (Laurel)
- ルイス (Lewes)
- ロングネック (Long Neck)
- ミルフォード (Milford) - 一部はケント郡
- ミルズボロ (Millsboro)
- ミルビル (Millville)
- ミルトン (Milton)
- オーシャンビュー (Ocean View)
- レホボスビーチ (Rehoboth Beach)
- シーフォード (Seaford)
- セルビービル (Selbyville)
- スロータービーチ (Slaughter Beach)
- サウスベサニ (South Bethany)